# 普劳什维尔
普劳什维尔（英語：Plaucheville）是美国路易斯安那州下属的一座村镇。根据2010年美国人口普查，该市有人口248人。建置上，属于“village”。